# Yên Hòa, Tương Dương
Yên Hòa là một xã thuộc huyện Tương Dương, tỉnh Nghệ An, Việt Nam.
Xã Yên Hòa có diện tích 127,91 km², dân số năm 1999 là 4347 người, mật độ dân số đạt 34 người/km².